# Naphthalsäureanhydrid
Naphthalsäureanhydrid ist eine chemische Verbindung aus der Gruppe der cyclischen Carbonsäureanhydride.

## Gewinnung und Darstellung
Naphthalsäureanhydrid wird durch Oxidation von Acenaphthen hergestellt: in der Dampfphase mit Luft bei 460 bis 650 °C an Vanadiumpentoxid-Katalysatoren oder in einer Lösung in Essigsäure bei 100 bis 150 °C in Anwesenheit von Kobalt-, Mangan- oder Bromid-Ionen.

## Eigenschaften
Naphthalsäureanhydrid ist ein beiges Pulver, das wenig löslich in Wasser, aber gut löslich in Ethanol und Ether ist.

## Verwendung
Naphthalsäureanhydrid wird als Zwischenprodukt zur Herstellung von Imiden und Imid-Derivaten, insbesondere Imidazol-Farbstoffen sowie optischen Aufhellern verwendet.
Außerdem dient es als Herbizid-Safener, der die Anfälligkeit der Nutzpflanze für Acetolactat-Synthase-Hemmer, wie z. B. Sulfonylharnstoffe, herabsetzt.